# Wiktoria Rasoamanarivo
Wiktoria Rasoamanarivo, fr. Victoire Rasoamanarivo (ur. 1848 w Tananarive na Madagaskarze, zm. 21 sierpnia 1894 tamże) – błogosławiona Kościoła katolickiego.
Urodziła się w rodzinie malgaskiej z plemieniu Howasów. Uczęszczała do szkoły prowadzonej przez józefitki (Zgromadzenie Sióstr Świętego Józefa, CSSJ) z Cluny, gdzie zapoznała się religią katolicką. Została ochrzczona 1 listopada 1863 roku. Mając 16 lat chciała wstąpić do zakonu, ale została wydana za mąż za krewnego Radriaka. Nie miała łatwego życia z mężem. Pomimo namów nie zgodziła się na rozwód, lecz modliła się o jego nawrócenie. Ten przyjął chrzest, gdy był bliski śmierci. Gdy misjonarzy wydalono oskarżonych o zdradę kraju, stanęła w ich obronie.
Zmarła w opinii świętości mając 46 lat.

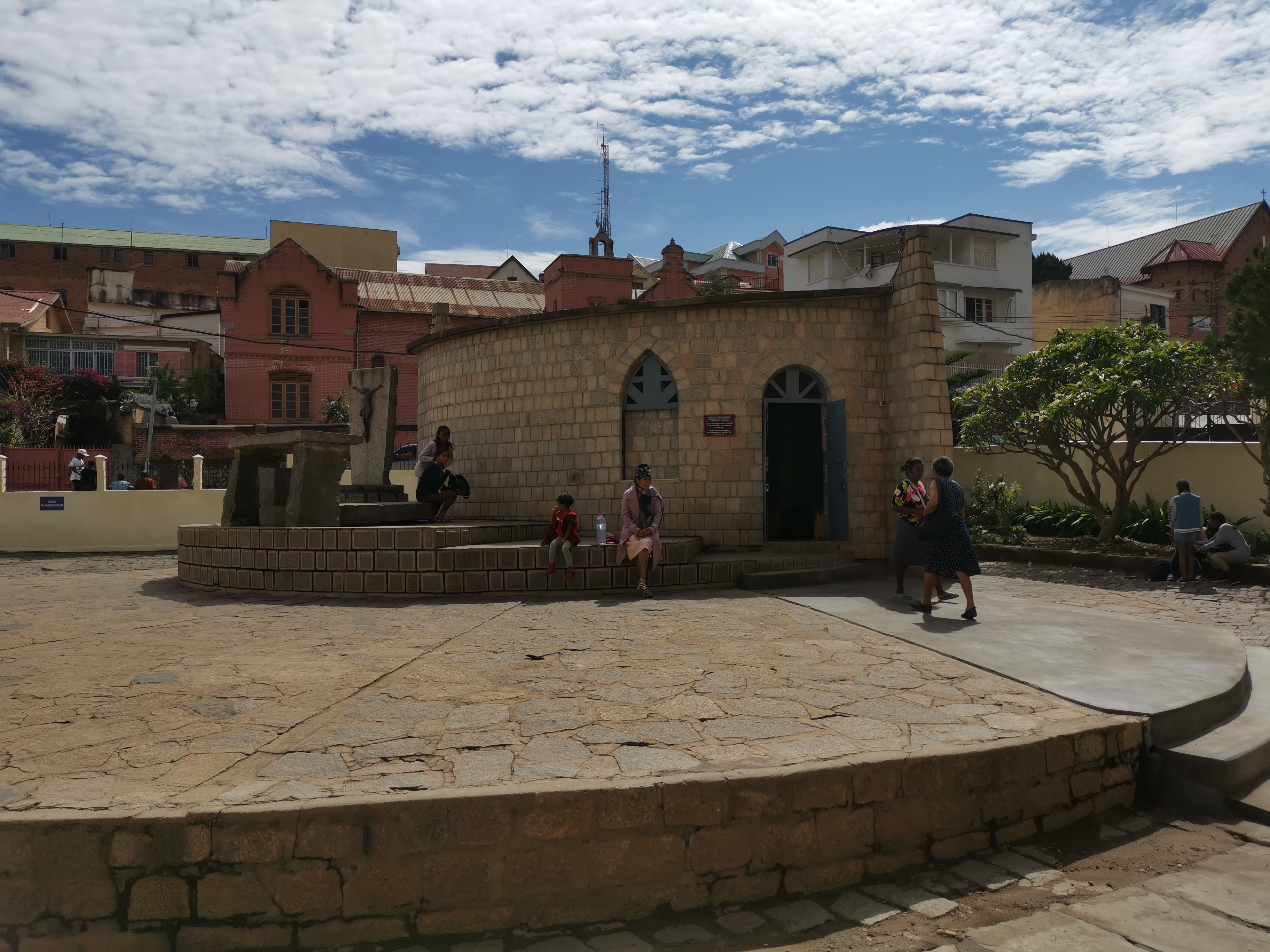
Chapelle

Beatyfikacji dokonał papież Jan Paweł II dnia 30 kwietnia 1989 w Antananarywie.